# Vincenzo Cuoco
Vincenzo Cuoco (Civitacampomarano, 1770. október 1. – Nápoly, 1823. december 14.) olasz történetíró. 

## Életútja
Jogot hallgatott, de amellett a történelemmel és bölcsészettel is foglalkozott. IV. Ferdinánd király kormánya politikai hitvallása miatt már mint ifjút üldözte; Cuoco ekkor Franciaországba menekült, ahonnan azonban nemsokára Milánóba költözött. Itt írta a Saggio storico su la rivoluzione di Napoli című híres munkáját (1800), melyben az 1779-es nápolyi forradalmat a szemtanú élénkségével, részrehajlatlan tollal, klasszikus nyelven elbeszéli. 1804-ben jelent meg a Platone in Italia című műve. Murat uralkodása alatt 1806 végével Cuoco visszatért hazájába és állásokhoz és méltóságokhoz jutott. Mint államtanácsos és kincstárnok jeles művet írt a közoktatásügyről és nagy tekintélyre tett szert. De amikor a Bourbonok 1815-ben Nápolyba visszatértek, Cuocót megfosztották állásától.